# Flugmanöver

Änderung um die Längsachse (Rollen) durch Betätigung der Querruder

Änderung um die Querachse (Nicken) durch Betätigung der Höhenruder

Änderung um die Hochachse (Gieren) durch Betätigung des Seitenruders

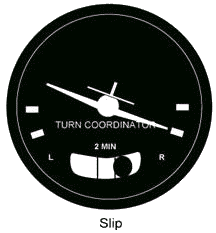
Der Wendezeiger zeigt die Lage eines Flugzeuges bei Änderungen um die Längs- und Hochachse aus Pilotensicht an

 Flugmanöver sind Änderungen am Flugverhalten eines Luftfahrzeuges durch den Piloten oder den Autopiloten.
Sie werden navigatorisch durch Änderung des Kurses, technisch durch Änderung der Ruderlage durchgeführt. Je nach Ruder wird eine Fluglageänderung in der Quer-, Längs- und/oder Hochachse bewirkt. Änderungen von Größe und/oder Richtung der Geschwindigkeit, zum Beispiel bei Kurvenflug oder beim extremen Sink- und Steigflügen haben Beschleunigungskräfte zur Folge. Die Beschleunigung wird in g angegeben. 1g entspricht 9,81 m/s².

## Gewöhnliche Manöver
- Start mit Ziel des Abhebens
- Steigflug (z. B. beim Starten, aber von jeder Flugphase möglich)
- Reiseflug nach Erreichen einer Flughöhe über Grund (Zuschalten Autopilot)
- Ausweichen bei einem Kollisionskurs oder zum Umfliegen von Unwettern, die eventuell unter- oder überflogen werden
- Kurvenflug als grundlegender Bestandteil einer Kursänderung mit den Unterarten
  - Schiebekurve (Skid)
  - Schmierkurve
- Sinkflug (z. B. vor dem Anflug, aber auch von jeder beliebigen Flugphase aus)
- Landeanflug, bei Flugplätzen eine Platzrunde, ggf. Queranflug
- Endanflug als letzter Teil der Platzrunde
- Landung mit dem vorgelagerten Landeanflug und den Unterarten Durchstarten und Touch-and-Go (Aufsetzen und Durchstarten)

## Spezielle Manöver
- Konturenflug – Flug, der dem Terrain folgt und bodennah erfolgt (nur bei Hubschraubern und militärischen Flugzeugen)
- Formationsflug – Anordnung mehrerer Flugzeuge neben- bzw. übereinander, oft in geometrischen Formen. Überwiegend bei militärischen Luft- und Kunstflugstaffeln anzutreffen.
- Notlandung mit dem Sonderfall Notwasserung
- Luftbetankung (meistens im Militärwesen)
- Rückenflug im Militär und beim Kunstflug, eine Drehung um die Längsachse um 180°
- Tiefflug beim Militär, zur Verhinderungen von Radarerfassungen; auch im Agrarflug, zum Ausbringen von Dünger und Spitzmitteln; in der Brandbekämpfung; speziell auch Downwash-Flug mit Hubschraubern im Katastrophenschutz
- Sturzflug (Militär, Kunstfliegerei)
- Hochgezogene Fahrtkurve im Segelflug beim Übergang vom Geradeausflug zum Kreisen im Aufwind
- Swing Over – kurzfristige Änderung der angeflogenen Landebahn unmittelbar vor der Landung

Zu den ausschließlich im Kunstflug verwendeten Figuren siehe Figuren im Kunstflug.